# Baixos de Calbinyà
Baixos de Calbinyà – miejscowość w Hiszpanii, w Katalonii, w prowincji Lleida, w comarce Alt Urgell, w gminie Les Valls de Valira.
Według danych INE w 2020 roku liczyła 183 mieszkańców – 92 mężczyzn i 91 kobiet. 